# Ziggy Stardust: The Motion Picture
Pour les articles homonymes, voir Ziggy Stardust (homonymie).
Albums de David Bowie
Let's Dance
(1983) Love You till Tuesday
(1984)
Singles
1. White Light/White Heat
Sortie : novembre 1983

Ziggy Stardust: The Motion Picture est un album live de David Bowie sorti en 1983.

## Histoire
Il s'agit de la bande originale du film de D. A. Pennebaker Ziggy Stardust and the Spiders from Mars, également sorti en 1983. Le film et l'album ont été enregistrés le 3 juillet 1973 au Hammersmith Odeon de Londres, lors du dernier concert de Bowie dans son personnage de Ziggy Stardust. Juste avant la dernière chanson, Bowie annonce « ça n'est pas seulement le dernier concert de la tournée, c'est aussi le dernier que nous donnerons », ce qu'une partie du public interprète comme les adieux de Bowie lui-même. En raison des limites du format 33 tours, l'album original n'inclut pas l'intégralité du concert.
L'album est réédité en 2003 sous le titre Ziggy Stardust and the Spiders from Mars: The Motion Picture Soundtrack. Cette nouvelle version, remixée par Tony Visconti, comprend la quasi-totalité du concert, à l'exception du rappel avec Jeff Beck.

## Titres

### Album original
Toutes les chansons sont écrites et composées par David Bowie, sauf indication contraire.
| 1. | Hang On to Yourself                                                                |  | 2:55 |
| 2. | Ziggy Stardust                                                                     |  | 3:09 |
| 3. | Watch That Man                                                                     |  | 4:10 |
| 4. | Medley: Wild Eyed Boy from Freecloud / All the Young Dudes / Oh! You Pretty Things |  | 6:37 |

| 5. | Moonage Daydream |                           | 6:17 |
| 6. | Space Oddity     |                           | 4:49 |
| 7. | My Death         | Jacques Brel, Mort Shuman | 5:45 |

| 8.  | Cracked Actor     |  | 2:52 |
| 9.  | Time              |  | 5:12 |
| 10. | Width of a Circle |  | 9:35 |

| 11. | Changes                        |                             | 3:35 |
| 12. | Let's Spend the Night Together | Mick Jagger, Keith Richards | 3:09 |
| 13. | Suffragette City               |                             | 3:02 |
| 14. | White Light/White Heat         | Lou Reed                    | 4:06 |
| 15. | Rock 'n' Roll Suicide          |                             | 4:20 |

### Réédition
Toutes les chansons sont écrites et composées par David Bowie, sauf indication contraire.
| 1.  | Intro                        |                           | 1:05 |
| 2.  | Hang On to Yourself          |                           | 2:55 |
| 3.  | Ziggy Stardust               |                           | 3:19 |
| 4.  | Watch That Man               |                           | 4:14 |
| 5.  | Wild Eyed Boy from Freecloud |                           | 3:15 |
| 6.  | All the Young Dudes          |                           | 1:38 |
| 7.  | Oh! You Pretty Things        |                           | 1:46 |
| 8.  | Moonage Daydream             |                           | 6:25 |
| 9.  | Changes                      |                           | 3:36 |
| 10. | Space Oddity                 |                           | 5:05 |
| 11. | My Death                     | Jacques Brel, Mort Shuman | 7:20 |

| 1. | Intro                          |                             | 1:01  |
| 2. | Cracked Actor                  |                             | 3:03  |
| 3. | Time                           |                             | 5:31  |
| 4. | The Width of a Circle          |                             | 15:45 |
| 5. | Let's Spend the Night Together | Mick Jagger, Keith Richards | 3:02  |
| 6. | Suffragette City               |                             | 4:32  |
| 7. | White Light/White Heat         | Lou Reed                    | 4:01  |
| 8. | Farewell Speech                |                             | 0:39  |
| 9. | Rock 'n' Roll Suicide          |                             | 5:17  |

## Musiciens
- David Bowie : chant, guitares, saxophone, harmonica
- Mick Ronson : guitare, basse, voix
- Trevor Bolder : basse
- Mick Woodmansey : batterie
- Mike Garson : piano, mellotron, orgue
- Ken Fordham : saxophone
- John Hutchinson : guitare rythmique, voix
- Brian Wilshaw : saxophone, flute
- Geoff MacCormack : voix, percussion